# New England Patriots
New England Patriots su profesionalni klub američkog nogometa iz Foxborougha u Massachusettsu. Natječu se u istočnoj diviziji AFC konferencije NFL lige. Osnovani su 1959. kao jedan od klubova osnivača AFL lige, a dosad su osvojili šest naslova prvaka.
Patriosi svoje domaće utakmice od 2002. godine igraju na Gillette Stadiumu.

## Povijest kluba

### Počeci u AFL-u
Patriotsi su osnovani u Bostonu 1959. godine pod imenom Boston Patriots, a prvih deset sezona su se natjecali u AFL-u. Patriotse u šezdesetima predvode centar John Morris, defensive linemani Houston Antwine i Jim Lee Hunt i wide receiver Gino Cappelletti, a najveći uspjeh (i jedino pojavljivanje u doigravanju) im je bilo 1963. kada su u utakmici protiv San Diego Chargersa izgubili 51:10.

### Od 1970. do 1992.
Nakon spajanja AFL lige s NFL ligom 1970., Patriotsi su prebačeni u istočnu diviziju AFC konferencije, a tu prvu sezonu završavaju sa samo dvije pobjede u 14 utakmica. Sljedeće 1971. sele na novi stadion u Foxboroughu i mijenjaju ime u New England Patriots. Sedamdesete donose Patriotsima dva doigravanja, 1976. kada ih u divizijskoj rundi izbacuju budući prvaci te sezone Oakland Raidersi i 1978. kada ih nakon osvajanja divizije (po prvi put u NFL-u) izbacuju Houston Oilersi. 
Dotad najveći uspjeh kluba dolazi u sezoni 1985. kada nakon 11 pobjeda u sezoni i trećeg mjesta u diviziji dolaze do doigravanja. U doigravanju pobjeđuju New York Jetse (26:14), Oakland Raiderse (27:20) i Miami Dolphinse predvođene quarterbackom Danom Marinom (31:14). To ih dovodi do Super Bowla gdje su im protivnici te sezone gotovo nezaustavljivi Chicago Bearsi koje vodi trener Mike Ditka. Bearsi su bili nezaustavljivi i u Super Bowlu (igranom u New Orleansu) i pobjeđuju Patriotse s čak 46:10. Patriotsi sljedeće sezone osvajaju diviziju, ali ih u doigravanju odmah u prvoj utakmici zaustavljaju Denver Broncosi Johna Elwaya.

### Era Drewa Bledsoea
Nakon nekoliko sezona za zaborav, 1993. momčad preuzima trener Bill Parcells. Parcells je dvaput s New York Giantsima osvojio Super Bowl te je u to vrijeme bio jedan od najcjenjenijih trenera u NFL-u. Na draftu te godine Patriotsi biraju quarterbacka Drewa Bledsoea. Iduće 1994. Patriotsi predvođeni Bledsoeom su u doigravanju, a Parcells je proglašen za trenera sezone. U doigravanju gube od Cleveland Brownsa 20:13, ali dvije sezone kasnije osvajaju diviziju po prvi put od 1986. Bledsoe, running back Curtis Martin, offensive tackle Bruce Armstrong i tight end Ben Coates vode Patriotse do pobjeda u doigravanju protiv Pittsburgh Steelersa i Jacksonville Jaguarsa i dolaze do Super Bowla. U Super Bowlu igraju protiv Green Bay Packersa koje predvode quarterback Brett Favre i defensive lineman Reggie White. Packersi opravdavaju ulogu velikih favorita te pobjeđuju 35:21. Nakon te sezone Parcells odlazi iz momčadi, a novi trener postaje Pete Carroll. Carroll vodi Patriotse tri sezone, ali ne ispunjuje očekivanja te nakon sezone 1999. dobiva otkaz.

### Era Toma Bradya i Billa Belichicka

#### Tri osvojena Super Bowla
Novi trener za sezonu 2000. postaje Bill Belichick pod pomalo kontroverznim okolnostima. Također, te godine Patriotsi u šestoj rundi drafta biraju quarterbacka Toma Bradya. Ta dva događaja pokazat će se ključnima za povijest Patriotsa, a i u velikoj mjeri za cijelu ligu u novom tisućljeću. Po prvoj sezoni se to nije dalo naslutiti, Patriotsi ju završavaju sa samo 5 pobjeda. Iduća sezona počinje teškom ozljedom Bledsoea odmah u prvoj utakmici i prvi quarterback momčadi postaje Brady. Brady u prve četiri utakmice ima tri pobjede te ostaje Belichickov prvi izbor i nakon oporavka Bledsoea. Da je to bila dobra odluka potvrdilo je osvajanje divizije s 11 pobjeda i plasman u doigravanje. Tamo Patriotsi pobjeđuju Oakland Raiderse u divizijskoj rundi i Pittsburgh Steelerse u konferencijskom finalu i dolaze do trećeg Super Bowla u povijesti. U Super Bowlu XXXVI su im protivnici St. Louis Ramsi, u to vrijeme zvani "Greatest Show on Turf", predvođeni Kurtom Warnerom. Ramsi u utakmicu ulaze kao veliki favoriti, ali Patriotsi ih iznenađuju i pobjeđuju 20:17, a Brady je izabran za MVP-a Super Bowla.
Konačna potvrda Bradyevog statusa u momčadi dolazi nakon te sezone kada Patriotsi razmjenjuju Bledsoea u Buffalo.
Patriotsima 2002. izmiče doigravanje, ali već 2003. su opet na vrhu. S 14 pobjeda u 16 utakmica osvajaju diviziju, a Belichick je po prvi put izabran za trenera godine. Kroz doigravanje prolaze pobjedama nad Tennessee Titansima (17:14) i Indianapolis Coltsima Peytona Manninga (24:14) i dolaze do Super Bowla. U jednoj od najneizvjesnijih finala u povijesti Patriotsi pobjeđuju Carolina Pantherse 32:29 i osvajaju drugi naslov prvaka u povijesti, a Brady je opet MVP finala. Sljedeća sezona je kopija prethodne, Patriotsi su opet prvaci svoje divizije s 14 pobjeda. Put do Super Bowla ponovno vodi preko Indianapolis Coltsa koje Patriotsi opet pobjeđuju, ovaj put 20:3. Sljedeći su protivnici Pittsburgh Steelersi, koji su poraženi 41:27. U finalu Patriotse čekaju Philadelphia Eaglesi koje predvodi quarterback Donovan McNabb, ali u tijesnoj utakmici Patriotsi uspijevaju pobijediti 24:21 i osovjiti treći Super Bowl u posljednje četiri godine. 

#### Od 2005. do 2013.
Patriotsi 2005. i 2006. završavaju na vrhu divizije, ali ne ponavljaju uspjeh prethodne dvije sezone. 2005. dolaze do divizijske runde, a 2006. do konferencijskog finala gdje ih izbacuju kasniji osvajači Super Bowla Indianapolis Coltsi.
Prije početka sezone 2007. u momčad dolaze wide receiveri Wes Welker i Randy Moss. Brady ima sezonu snova, postiže 50 touchdowna i 4806 jarda dodavanja, a Patriotsi obaraju rekord lige s 589 postignutih poena u sezoni.Već u 11. kolu osiguravaju doigravanje, a regularni dio sezone završavaju neporaženi sa svih 16 pobjeda, što se dogodilo po prvi put od 1972. kada su Miami Dolphinsi imali 14 pobjeda u 14 utakmica. Nakon pobjeda u doigravanju nad Jacksonville Jaguarsima i San Diego Chargersima i plasmana u Super Bowl, Patriotsi te sezone su po mnogima smatrani najboljom momčadi u povijesti NFL-a. Patriotse u finalu čekaju New York Giantsi, kojima nitko ne daje ozbiljne šanse za pobjedu. Međutim, Giantsi sve šokiraju pobjedom 17:14 nakon dodavanja quarterbacka Giantsa Elija Manninga wide receiveru Plaxicou Buressu za touchdown 35 sekundi prije kraja utakmice. 
Iduća 2008. počinje loše za Patriotse, Brady se ozlijeđuje u prvoj utakmici sezone i mijenja ga Matt Cassel.
Unatoč 11 pobjeda u sezoni, Patriotsi ne ulaze u doigravanje. Brady se vraća u momčad 2009. te Patriotsi ponovno osvajaju diviziju i ulaze u playoff gdje gube odmah u prvoj utakmici. Ista stvar se ponavlja i 2010. kada Patriotsi imaju 14 pobjeda u sezoni. Brady je proglašen po drugi put za MVP-a lige, Belichick po treći put za trenera sezone, ali Patriotsi gube odmah u divizijskoj rundi od New York Jetsa 28:21.
2011. donosi pomake nabolje, Patriotsi osvajaju diviziju po deveti put u zadnjih 11 sezona i dolaze do Super Bowla. Super Bowl je repriza od 2007. godine i protivnici Patriotsima su ponovno Giantsi koji opet iznenađuju i pobjeđuju 21:17.
Godine 2012. i 2013. Patriotsi su već standardno na vrhu i završavaju sezone osvajanjima divizije s 12 pobjeda i dolaskom do konferencijskog finala gdje su poraženi od Baltimore Ravensa (2012.) i Denver Broncosa (2013.).

## Učinak po sezonama od 2008.
| Sezona | Liga | Konferencija | Divizija | Regularni dio sezone | Regularni dio sezone | Regularni dio sezone | Regularni dio sezone | Uspjeh u doigravanju              |
| Sezona | Liga | Konferencija | Divizija | Poz.                 | Pob.                 | Por.                 | Ner.                 | Uspjeh u doigravanju              |
| ------ | ---- | ------------ | -------- | -------------------- | -------------------- | -------------------- | -------------------- | --------------------------------- |
| 2008.  | NFL  | AFC          | Istok    | 2.                   | 11                   | 5                    | 0                    |                                   |
| 2009.  | NFL  | AFC          | Istok    | 1.                   | 10                   | 6                    | 0                    | poraženi u wild-card rundi        |
| 2010.  | NFL  | AFC          | Istok    | 1.                   | 14                   | 2                    | 0                    | poraženi u divizijskoj rundi      |
| 2011.  | NFL  | AFC          | Istok    | 1.                   | 13                   | 3                    | 0                    | poraženi u Super Bowlu XLVI       |
| 2012.  | NFL  | AFC          | Istok    | 1.                   | 12                   | 4                    | 0                    | poraženi u konferencijskom finalu |
| 2013.  | NFL  | AFC          | Istok    | 1.                   | 12                   | 4                    | 0                    | poraženi u konferencijskom finalu |
| 2014.  | NFL  | AFC          | Istok    | 1.                   | 12                   | 4                    | 0                    | osvojili Super Bowl XLIX          |
| 2015.  | NFL  | AFC          | Istok    | 1.                   | 12                   | 4                    | 0                    | poraženi u konferencijskom finalu |
| 2016.  | NFL  | AFC          | Istok    | 1.                   | 14                   | 2                    | 0                    | osvojili Super Bowl LI            |
| 2017.  | NFL  | AFC          | Istok    | 1.                   | 13                   | 3                    | 0                    | poraženi u Super Bowlu LII        |
| 2018.  | NFL  | AFC          | Istok    | 1.                   | 11                   | 5                    | 0                    | osvojili Super Bowl LIII          |
| 2019.  | NFL  | AFC          | Istok    | 1.                   | 12                   | 4                    | 0                    | poraženi u wild-card rundi        |

### Članovi Kuće slavnih NFL-a
- Nick Buoniconti (u klubu od 1962. do 1968.)
- John Hannah (1973. – 1985.)
- Mike Haynes (1976. – 1982.)
- Andre Tippett (1982. – 1993.)
- Curtis Martin (1995. – 1997.)

- Bill Parcells (trener) (1993. – 1996.)